# Spencer Tracy
Spencer Bonaventure Tracy (Milwaukee, 5 de abril de 1900 – Beverly Hills, 10 de junho de 1967) foi um ator estadunidense, conhecido por seu estilo de atuação natural e versatilidade. Uma das principais estrelas da Era de Ouro de Hollywood, Tracy ganhou dois Oscars de Melhor Ator, tendo sido indicado nove vezes, dividindo o recorde de indicações na categoria com Laurence Olivier.

## Biografia
Filho de pais católicos, Spencer estudou em colégio jesuíta. Nesse colégio conheceu o também futuro ator Pat O'Brien. Em 1917 os dois abandonaram os estudos e se alistaram na Marinha para participarem da Primeira Guerra Mundial. Mas acabaram ficando no estado da Virginia durante a guerra. Depois foi transferido para Wisconsin, onde terminou seus estudos.
Nesse tempo começou a atuar no colégio e acabou decidindo seguir carreira de ator. Fez um teste para a American Academy of Dramatic Arts em Nova Iorque e foi aceito. Em 1922 estreou na Broadway. No ano seguinte casou-se com Louise Treadwell, com quem teve dois filhos, um filho nascido em 1924 e uma filha nascida em 1932.
Em 1930 teve seu primeiro grande sucesso na Broadway, o diretor John Ford assistiu a peça e o chamou para estrelar seu próximo filme Up the River. Pouco depois ele e sua família se mudaram para Hollywood. Nos próximos 5 anos atuou em 25 filmes, até que em 1935 assinou contrato com a MGM. Dois anos depois ganhou dois prêmios Oscar consecutivos de melhor ator principal (1937 e 1938). Por 20 anos ficou na MGM e em 1955 começou a atuar independentemente.
Em 1941 durante as filmagens de Woman of the Year, Tracy conheceu a atriz Katherine Hepburn, com ela teve um longo relacionamento, nunca assumido, até a morte dele. O relacionamento deles era complexo e passava por períodos de distanciamento, em um desses momentos ele chegou a se envolver brevemente com a atriz Gene Tierney em 1952. Embora não tivesse nenhum envolvimento mais com sua esposa, ele nunca se divorciou, porque era um católico praticante.
No final dos anos 1940, foi diagnosticado com diabetes, agravada pelo alcoolismo. Em 1963 sofreu um ataque cardíaco, que acabou por afastá-lo do cinema. Retornou em 1967 para filmar Adivinhe quem vem para jantar.
O ator estava com a saúde debilitada e três semanas após a conclusão das filmagens do filme, Katharine Hepburn encontrou o ator morto na cozinha de sua casa. Spencer Tracy faleceu de ataque cardíaco. Encontra-se sepultado no Forest Lawn Memorial Park (Glendale), Glendale, Los Angeles, nos Estados Unidos.
Tracy é descrito como um dos maiores atores da história do cinema dos Estados Unidos. Participou em mais de setenta filmes em três décadas. Juntamente com Laurence Olivier possui o recorde de indicações ao prêmios Oscar de melhor ator.